# 協栄駅
協栄駅 (きょうえいえき、中国語: 协荣站）は中華人民共和国チベット自治区ラサ市チュシュル県に位置する拉日線及び拉林線の駅である。青蔵鉄路集団公司が運営している。

## 歴史
- 2014年8月16日：ラサ・シガツェ鉄道の開通により正式開業[1]。
- 2020年12月9日：ラサ・ニンティ鉄道が開通する[2]。

## 隣の駅
中国鉄路総公司
ラサ・シガツェ鉄道(拉日線)
白堆駅 - 協栄駅 - チュシュル県駅
ラサ・ニンティ鉄道(拉林線)
協栄駅 - ゴンカル

## 参考資料
1. ↑  “《新闻直播间》 20140816 08:55”.   央视网 (2014年8月16日). 2017年10月3日時点のオリジナルよりアーカイブ。2017年10月2日閲覧。
2. ↑  “拉林线正式接入拉日铁路协荣站”. 西藏商报 (西藏自治区人民政府). (2020年12月11日)